# What's the Pressure
What's the Pressure è un singolo della cantante belga Laura Tesoro, pubblicato il 17 gennaio 2016 su etichetta discografica VRT Line Extensions. Il brano è stato scritto da Sanne Putseys, Louis Favre e Birsen Uçar.
A novembre 2015 è stato reso noto che Laura avrebbe partecipato al programma di selezione nazionale belga per l'Eurovision Song Contest 2016, chiamato Eurosong 2016. Durante la prima serata della competizione ha cantato Düm Tek Tek della cantante turca Hadise, per poi avanzare alla semifinale, nella quale ha ottenuto il maggior numero di televoti cantando What's the Pressure, e infine alla finale del 17 gennaio 2016, nella quale è stata proclamata vincitrice dopo aver ottenuto i punteggi più alti dal televoto e dalle giurie internazionali. All'Eurovision Laura ha cantato What's the Pressure per diciottesima e ultima nella seconda semifinale, che si è tenuta il 12 maggio a Stoccolma, dalla quale si è qualificata per la finale del 14 maggio, dove canterà per prima su 26 partecipanti. What's the Pressure ha raggiunto la seconda posizione nella classifica dei singoli più venduti nelle Fiandre.

## Tracce
Download digitale
1. What's the Pressure – 2:59

## Classifiche
| Classifica (2016) | Posizione massima |
| ----------------- | ----------------- |
| Belgio (Fiandre)  | 2                 |